# Alteutha langi
Alteutha langi is een eenoogkreeftjessoort uit de familie van de Peltidiidae. De wetenschappelijke naam van de soort is voor het eerst geldig gepubliceerd in 1941 door Monk.